# MY WINGS
「MY WINGS」（マイ ウィングス）は、可憐Girl'sの2作目のシングル。2008年11月26日にジェネオン エンターテイメントから発売された。

## 概要
- 前作「Over The Future」から約5ヶ月ぶりのリリース。
- 2009年に可憐Girl'sが解散したので、今作が自身の最後のシングルとなった。
- 初回限定盤と通常盤の2種リリース。初回限定盤には「MY WINGS」のPVが収録されているDVDが同梱された。
- 表題曲「MY WINGS」は、テレビアニメ『絶対可憐チルドレン』の後期オープニングテーマである。
- CDジャケットは原作者の椎名高志の描き下ろしの明石薫、野上葵、三宮紫穂が描かれてる。

## 収録曲
1. MY WINGS [4:04]
作詞：人萌乎、作曲・編曲：前口渉
2. とっぷし〜くれっと [4:10]
作詞：六ツ見純代、作曲：佐伯高志、編曲：佐々木裕
3. MY WINGS（Instrumental）
4. とっぷし〜くれっと（Instrumental）

## DVD
初回限定盤のみ
1. MY WINGS（PV）

## タイアップ
| 曲名     | タイアップ                                           |
| -------- | ---------------------------------------------------- |
| MY WINGS | テレビアニメ『絶対可憐チルドレン』オープニングテーマ |